# What Is Love? (Howard Jones)
What Is Love is een nummer van de Britse synthpopzanger Howard Jones uit 1983. Het is de tweede single van zijn debuutalbum Human's Lib.
Oorspronkelijk zou het nummer slechts "Love?" heten. Jones wilde een nummer over liefde schrijven, maar zonder de bekende clichés. "Ik wilde geen liedjes schrijven over: 'Ik hou van je, schat, je hebt me pijn gedaan en ik ben verdrietig.' Ik wilde geen liedjes schrijven over wederzijdse afhankelijkheid. Als ik over liefde zou schrijven, wilde ik zeggen: wat we bedoelen met liefde? Wat is het eigenlijk? Je kunt niet afhankelijk zijn van iemand anders voor je geluk. Dus je kunt maar beter snel vraagtekens zetten bij het idee van liefde, anders ga je je behoorlijk ellendig voelen. Daar gaat het nummer over", aldus Jones. 
"What Is Love?" werd aan beide kanten van de Atlantische Oceaan een hit, maar kende het meeste succes in Europa. Zo haalde het nummer de 2e positie in het Verenigd Koninkrijk. Hoewel het in Nederland slechts een 13e positie in de Tipparade haalde, werd het wel een radiohit en wordt het tot op de dag van vandaag nog steeds regelmatig gedraaid. In de Vlaamse Radio 2 Top 30 was de plaat succesvoller en bereikte het de 16e positie.